# Apostolisch vicariaat Puerto Maldonado
Het apostolisch vicariaat Puerto Maldonado (Latijn: Vicariatus Apostolicus Portus Maldonadi) is een rooms-katholiek apostolisch vicariaat met als zetel Puerto Maldonado, in Peru. Het apostolisch vicariaat is vrijgesteld en valt als immediatum direct onder de Heilige Stoel, zonder te behoren tot een kerkprovincie. Alle prefecten en apostolisch vicarissen tot heden (2024) waren lid van de Dominicanen. 

## Geschiedenis
Het apostolisch vicariaat werd opgericht op 5 januari 1900, als de apostolische prefectuur San Domingo de Urubamba, uit delen van het bisdom Cuzco. Op 4 juli 1913 werd het verheven tot apostolisch vicariaat, met de naam apostolisch vicariaat Urubamba y Madre de Dios. Op 10 maart 1949 veranderde het van naam naar apostolisch vicariaat Puerto Maldonado. 

## Parochies
Het apostolisch vicariaat had in 2020 een oppervlakte van 150.000 km2 en telde 350.760 inwoners waarvan 80,1% rooms-katholiek was.

## Apostolisch vicarissen
- Ramón Zubieta y Les ( 1901 - 19 november 1921)
- Sabas Sarasola Esparza (13 juni 1923 - 29 februari 1944)
- Enrique Alvarez González (14 maart 1946 - 2 juni 1948)
- José María García Graín (10 maart 1949 - 27 mei 1959)
- Javier Miguel Ariz Huarte (27 mei 1959 - 26 april 1980; coadjutor sinds 21 februari 1952)
  - Ignacio Ortuzar Rojas (hulpbisschop: 1 juli 1968 - februari 1969)
- Juan José Larrañeta Olleta (26 april 1980 - 2 februari 2008; hulpbisschop sinds 10 april 1976)
- Francisco González Hernández (2 februari 2008 - 23 juni 2015; coadjutor sinds 15 mei 2001)
- David Martínez De Aguirre Guinea (23 juni 2015 - heden; coadjutor sinds 8 juli 2014)